# Mascarenhas
« Mascarenhas » redirige ici. Pour les autres significations, voir Mascarenhas (homonymie).
Pour les articles homonymes, voir Silva.
Domingos António da Silva, aussi connu sous le nom de Mascarenhas, né le 28 avril 1937 à Vila Salazar, province de Cuanza Nord, en Angola (à l'époque colonie portugaise), et mort le 25 août 2015 à Lisbonne, est un footballeur portugais.

## Biographie
Mascarenhas quitte en 1962 le FC Barreirense pour jouer au Sporting Portugal. 
Avec le Sporting, il remporte la coupe du Portugal en 1963 puis la coupe d'Europe des vainqueurs de coupe l'année suivante en 1963-64. 
Mascarenhas inscrit onze buts lors de cette compétition et finit meilleur buteur du tournoi. Six de ces onze buts sont inscrits lors d'une victoire 16-1 contre les Chypriotes de l'APOEL Nicosie. Ce match reste un record, celui du plus grand nombre de buts inscrits et de la plus large victoire dans un match de coupe d'Europe. 
Il quitte le Sporting en 1965, après avoir inscrit 80 buts en 107 matchs.